# La Petite Apocalypse (roman)
Pour l’article homonyme, voir La Petite Apocalypse.
La Petite Apocalypse (Mała apokalipsa), publié en 1979, est un roman de l'écrivain polonais Tadeusz Konwicki.

## Résumé
Varsovie, République populaire de Pologne (1945-1989), années 1975.
On est le 22 juillet, mais de quelle année ? 1979, 1999 ? Seule la Secrète le sait, peut-être. C'est le jour de la fête de la Constitution, depuis 35, 40 ou 50 ans.
« Voici venir la fin du monde. Voici ma fin du monde à moi » (incipit).
L'heure du bilan, au petit matin.
Et l'écrivain, à peu près sexagénaire, anonyme, et qui a arrêté de s'investir dans la culture ou la littérature, se remet peut-être à écrire, son testament, ou le témoignage de sa journée.
On lui annonce d'abord, dès la première cigarette, coupure d'eau et de gaz. Dès 8 heures, deux vieux copains, de tous les combats (puis de toutes les pétitions, manifestations, interventions, etc), Hubert et Richard (critique d'art et théoricien du cinéma), viennent lui proposer au nom de tous les camarades, une automutilation par le feu, le soir même, à 20 heures, devant l'immeuble du Comité central. 
Pourquoi moi, individu isolé, désemparé, seul (p. 155), orgueilleux, pas vaniteux ?
Pourquoi pas un tel acte spectaculaire et à moindre coût, avec en personnage un écrivain connu, mais pas trop, et plus trop inspiré.
La réponse est incertaine.
Le décompte des heures signifie errance à travers les quartiers de Varsovie, la dernière visite aux amis, aux lieux.
L'odyssée est tout sauf solitaire, avec contrôles d'identité et interrogatoires à répétition : police, milice, secrète, stagiaires en formation, et autres opposants positifs, comme Zemek.
La ville est pleine d'arrières-salles (façon poupée russe) de bars, de toilettes, où rencontrer d'autres vieux schnoques, au parcours sikmilaire (vétérans, résistants, ralliés), qui ressortent les mêmes dialogues, les mêmes formules : Joseph H et André M, Caban, le camarade Kobielka, le camarade Sacher, qui a dirigé la cérémonie de radiation du Parti Communiste du narrateur (et qui a subi le même scénario  dix ans plus tard, avec la même pause-repas pour tous).
Hubert et Richard Szmidt sont des dissidents professionnels, salariés, avec permis de contestation légale.
De quoi constater, même quand on est policier, de l'état de délabrement avancé : bâtiments, services publics (eau, gaz, électricité), transports publics, idéologies, consciences : ma résistance est à bout (Kobielka).
Les autres ne sont guère plus appétissants : le chien vagabond, le ministre retraité, les deux (jeunes) femmes russes Halina et Nadiedja (chargées de lui exposer le mode d'emploi), Kolka Nahanov, Mme Margot, Ladislas Vladek Boulate...
Edouard, frère de Richard, est professeur, philosophe de l'allusion, et membre du comité de contrôle des allusions...
Thaddée Shorko, jeune provincial de Starograd, 30-40 ans, talonne le narrateur, par admiration et en pleine connaissance de tous ses textes : il est prêt à porter le bidon d'essence nécessaire, et peut-être à espionner tous ses contacts.
Parmi les rappels du quotidien : journées cafardeuses (d'hiver), moteurs mal réglés, état d'ébriété avancée, usage massif de calmants et tranquillisants, tickets de rationnement, discours des secrétaires et super-secrétaires, invalides-musiciens, épidémies de pots-de-vin, banquet (à la mode de l'ancienne Pologne) du cuisinier-colonel avec esturgeon-tsar, projection de films polonais sous couvert de classiques soviétiques, autocensure, brochures de propagande, affiches (Nous avons créé le socialisme).
Partout, en direct à la télévision, a visite du Premier Secrétaire de l'URSS à son homologue polonais.
Mais Edouard peut vaticiner à contrecourant et sans allusion : vous devriez tous les jours remercier vos dieux de nous avoir envoyé des Russes paralysés par le crétinisme de leur doctrine, dépravés par une vie infernale et épuisés par un système économique absurde (p. 69).
Après la visite du narrateur aux femmes qu'il a connues, lUCY? Lilla, Kathy, Renée, Ola, etc, un bilan s'ébauche.
Sans âge, sans famille, sans amis, sans passé, sans avenir, sans présent : Je suis libre. L'un des rares à vivre encore sans entraves dans ce pays de captivité permanente (p. 27); la soumission passive arrachée par la contrainte (p. 144). Mes révoltes, mes abdications ne sont-elles pas aussi les vôtres (p. 25) ?
Alors, dette automutilation par le feu ? Clownerie ou Ascension d'un Antéchrist ?

## Accueil
La critique francophone apprécie :
« Cette fable noire et absurde, est d’une grande richesse et finesse dans le propos, les dialogues ou encore l’écriture valent le détour et on aime se perdre dans cette Varsovie. La petite apocalypse percute, bouscule et fait réfléchir quant à l’importance de la liberté sous toutes les formes qu’elle soit. »
Costa Gavras adapte cette satire gorgée d'humour noir : le personnage principal se débat d'une désillusion à l'autre en passant peu à peu du sarcasme à l'empathie (préface à la traduction française).

## Adaptation cinématographique
- La Petite Apocalypse (Costa-Gavras, 1993)